# Battle Hymns (album Manowar)
Battle Hymns – pierwszy album amerykańskiej grupy metalowej Manowar. Najbardziej znanymi utworami są "Dark Avenger", na którym głosu użyczył Orson Welles oraz "Battle Hymn", który niejednokrotnie wieńczył koncerty grupy. Koncertowymi klasykami są też "Manowar", "Metal Daze" i "Fast Taker". Płyta wydana przez Liberty Records, po wydaniu tej płyty wytwórnia zerwała kontrakt z zespołem. Wszystkie utwory zostały napisane i skomponowane przez duet Ross The Boss/Joey DeMaio (z wyjątkiem utworów 2 i 8, te są napisane i skomponowane przez DeMaio, a utwór 7 to kompozycja Rossiniego przerobiona przez DeMaio). Płyta w 1987 wznowiona przez Liberty przy współpracy z FAME.

## Lista utworów

### Wydanie winylowe i kasetowe

#### Strona A
1. "Death Tone" - 04:51
2. "Metal Daze" - 04:20
3. "Fast Taker" - 03:57
4. "Shell Shock" - 04:07

#### Strona B
1. "Manowar" - 03:38
2. "Dark Avenger" - 06:24
3. "William's Tale" - 01:54
4. "Battle Hymn" - 06:57

## Twórcy
- Eric Adams – śpiew
- Joey DeMaio – gitara basowa
- Ross The Boss – gitara elektryczna oraz keyboard
- Donnie Hamzik – perkusja